# Lyssomanes longipes
Lyssomanes longipes är en spindelart som först beskrevs av Władysław Taczanowski 1871.  Lyssomanes longipes ingår i släktet Lyssomanes och familjen hoppspindlar. Inga underarter finns listade i Catalogue of Life.